# Habia à lunettes
Chlorothraupis olivacea
Espèce
Statut de conservation UICN

 LC  : Préoccupation mineure
Le Habia à lunettes (Chlorothraupis olivacea), anciennement Tangara à lunettes, est une espèce de passereaux de la famille des Cardinalidae qui était auparavant placée dans la famille des Thraupidae.

## Répartition
Cet oiseau vit dans la région du Tumbes-Chocó-Magdalena.